# Казыр (посёлок)
Казыр — поселок в Курагинском районе Красноярского края. Входит в состав Черемшанского сельсовета.

## География
Посёлок расположен на юге Красноярского края, в 262 км по прямой к юго-юго-востоку от краевого центра, города Красноярска, на правом берегу одноимённой реки.

## История
В 1976 г. Указом Президиума ВС РСФСР поселок метеостанции Пономарево переименован в Казыр.

## Население
| 2010 |
| ---- |
| 26   |